# Славин, Илья Венедиктович
Илья́ Венеди́ктович Сла́вин (1883, Тихиничи, Гомельский уезд Могилёвской губернии — 20 февраля 1938 года) — советский юрист. Расстрелян.

## Биография
Илья Венедиктович (Илья-Гирш Бенционович) Славин родился в местечке Тихиничи Гомельского уезда Могилёвской губернии в 1883 году. Его отец Бенцион Гиршевич (Венедикт Григорьевич) Славин, родом из местечка Новка (ныне Витебская область Белоруссии), был учителем и старостой еврейской общины. Мать —  Фрида Григорьевна Славина. У него были братья Самуил — экономист, доктор экономических наук, и Исай (провизор), сестра Рая (врач).
- 1903 год — начал участие в революционном движении в составе партии Поалей Цион.
  - В этом же году был делегатом от Бобруйска на Виленской конференции Поалей-Цион.
- 1911 год — окончил юридический факультет Харьковского университета.
- 1917 год — стал первым народным судьей Могилёва.
  - коллеги избрали его председателем Губернского совета народных судей (после освобождения Могилевщины Красной Армией). Он оставался на этом посту и когда центр губернии переместился в Гомель.
- 1919 год — в связи с новым наступлением поляков, вместе с семьёй переехал в Витебск, где начал работать в той же должности.
- 1920 — член ВКП(б)
- апрель 1920 года — приглашён на работу в Москву Минюстом на должность председателя Уголовной коллегии Высшего судебного контроля.
- 1929 год — работал профессором в Ленинградском отделении Комакадемии,
  - заведовал кафедрой судебного права в Институте советского строительства и права.
- Профессор Ленинградского юридического института,
- 1933 год — получил  тему научной работы для исследований: «Переделка сознания заключенных в лагерях ОГПУ». Работа так и не была написана.
- 4 ноября 1937 г. — арестован.
- 20 февраля 1938 г. — приговорён по статье 58-10-11 УК РСФСР к высшей мере наказания Выездной сессией Военной коллегии Верховного суда СССР в г. Ленинград.
  - В предписании на расстрел из 18 человек, также числились поэты Павел Калитин и Борис Корнилов.
  - В этот же день, там же: расстрелян.
- 1955 год — реабилитирован тем же органом, который вынес ему смертный приговор.

## Научная и общественная деятельность
- 1923 год — Илья Венедиктович организовал Высшие юридические курсы для судебных работников,
  - также, вёл курсы по советскому праву в учебных заведениях Коминтерна,
  - публиковался в юридических журналах,
  - был научным сотрудником Института советского права.

### Личная жизнь
- Жена: Эсфирь Исааковна Славина, педагог 26-й школы (осуждена на 8 лет ИТЛ, отбыла наказание в Карлаге[3].)
  - Сын: Исаак Ильич Славин (1912—1958).[4][5] К моменту ареста отца  — аспирант; был выслан из Ленинграда с запретом на проживание в крупных городах страны («минус 17»). Позже работал в Акустической лаборатории ФИАН, во время войны принимал участи в разработке специального ветрозащитного устройства для звукоулавливателей зенитных установок.[6]. Позже участвовал в подготовке программ по строительству подводной и космической техники[4].
  - Дочь: Ида Ильинична Славина (1921—2021) - педагог, учитель русского языка и литературы[5].

### Память
На доме № 6 по Конногвардейскому бульвару (бывшему бульвару Профсоюзов) установлен памятный знак «Последний адрес».